# Песнопой (област Пловдив)
 Тази статия е за селото в Област Пловдив.  За другото българско село с име вижте Песнопой (Област Кърджали).  
Песнопой е село в Южна България. То се намира в община Калояново, област Пловдив.

## География
На близо се намират вилните зони „Светлина“ и „Отдих“, със собствени жп спирки, на линията Пловдив-Карлово. През селото минава пътят Пловдив-Карлово – важна магистрала от републиканската пътна мрежа.
Климатът е благоприятен за растениевъдство, а напоследък се отглежда и маслодайна роза.

## История
До 1934 г. село Песнопой се нарича Чукурлий. Чукурлий се нарича и проходът между Същинска Средна гора и Сърнена Средна гора, образуван от река Стряма.

## Културни и природни забележителности
В Песнопой има няколко минерални извора, които се намират близо до селото. До Песнопой минава също и река Стряма.
С времето селото е започнало да се развива – има Дамски клуб, в който всяка година на 1 юни се организира празник на който се показват талантите на децата от селото. Има и училище, което е посещавано и от деца от съседни села Долна махала, Бегово и Сухозем , директор на това училище е завършилия ПУ „П.Хилендарски“ педагогическа специалност Биология, Химия г-н Тричков. Училището се развива активно през последните години и предлага разнообразие от извънкласни дейности, училището има зала по борба и учениците спортуват активно. Има магазини, хубави поляни, гора, язовирче (подходящо за риболов). 

## Галерия
- Винарска изба Домейн Трифонов[3]
- Кметство Песнопой
- Църквата на с. Песнопой [4]